# Merkendorf (Schashagen)
Merkendorf ist ein Ortsteil der Gemeinde Schashagen im Kreis Ostholstein in Schleswig-Holstein.

## Geografie und Verkehrsanbindung
Der Ort liegt südwestlich des Kernortes Schashagen an der nördlich verlaufenden B 501 und an der westlich verlaufenden Landesstraße L 309. Westlich verläuft die A 1, südwestlich liegt die Stadt Neustadt in Holstein und westlich erstreckt sich das 285 ha große Naturschutzgebiet Neustädter Binnenwasser.